# Passant dels Plans

El Passant dels Plans, respecte del terme de Castellcir

El Passant dels Plans és un passant, o gual, a cavall dels termes municipals de Castellcir i de Moià, a la comarca del Moianès.
És en el sector nord-oest del terme de Castellcir, a ponent de Santa Coloma Sasserra, a la vall de la Riera de Santa Coloma. Es troba a llevant de l'extrem septentrional de la Solella de les Berengueres, al nord-est de la masia de les Berengueres i al sud-est de la masia dels Plans del Toll.